# Frederick Parks
Frederick Parks (n. 11 martie 1885, Londra, Regatul Unit al Marii Britanii și Irlandei – d. 14 mai 1945, Greater London, Anglia, Regatul Unit) a fost un boxer ce a reprezentat Regatul Unit al Marii Britanii și al Irlandei de Nord, medaliat olimpic. A participat la o ediție a Jocurilor Olimpice (1908) în care a câștigat o medalie de bronz.

## Participări
Lista de mai jos prezintă principalele competiții la care a participat Frederick Parks de-a lungul carierei.
- boxing at the 1908 Summer Olympics – heavyweight[*]